# Анфимов, Олег Георгиевич
Олег Георгиевич Анфимов (19 февраля 1937, г. Шахты Ростовской области — 9 июля 2019) — советский государственный и хозяйственный деятель. Депутат Верховного Совета СССР и Верховного Совета Латвийской ССР 11-го созыва.

## Биография
- 1952—1956 — учащийся Новочеркасского электромеханического техникума.
- 1956 — слесарь Рижского электромашиностроительного завода.
- 1956—1959 — служба в ВМФ СССР.
- 1967 год — окончил Рижский политехнический институт.
- 1959—1978 — на Рижском электромашиностроительном заводе: мастер, старший мастер, заместитель начальника цеха, заместитель председателя заводского комитета профсоюзов, председатель заводского комитета профсоюзов (с 1967), заместитель директора завода по экономическим вопросам (с 1972).
- 1978—1980 — директор Рижского опытного завода средств механизации Министерства электротехнической промышленности СССР.
- 1980—1981 — директор Рижского электромашиностроительного завода.
- 1981—1983 — генеральный директор производственного объединения «Рижский электромашиностроительный завод».
- 1983—1985 — второй секретарь Рижского горкома КП Латвийской ССР.
- 1985—1986 — секретарь ЦК Компартии Латвии.
- 1986—1989 — министр электротехнической промышленности СССР.
- 1989—1991 — министр электротехнической промышленности и приборостроения СССР.

Умер 9 июля 2019 года. Похоронен в Москве на Хованском кладбище (участок 537).

## Отзывы современников
Олега Георгиевича я знал еще со времён моей работы в Октябрьском райкоме партии, когда он был заместителем директора объединения РЭЗ по экономике. Подкупало то, что он всегда откликался на просьбы райкома партии, тактично подсказывал, когда видел, что секретарь райкома недопонимает те или иные особенности экономической работы, оказывал необходимую помощь. Он хорошо ориентировался в особенностях проводимой в то время экономической реформы, был сторонником экономической самостоятельности предприятий, необходимости углубления внутрихозяйственного расчёта. Стиль его работы отличался неспешностью, уверенностью в справедливости того, что делалось на заводе, чёткостью высказываемых суждений и рекомендаций. В разговоре он умел расположить к себе собеседника, это подкупало. Таким его характеризовали и те заводчане, с которыми мне пришлось встречаться.А. П. Клауцен, первый секретарь Рижского горкома Компартии Латвии

## Награды
- орден Октябрьской Революции
- орден Трудового Красного Знамени
- орден Дружбы народов